# Reformierte Schule Ronsdorf

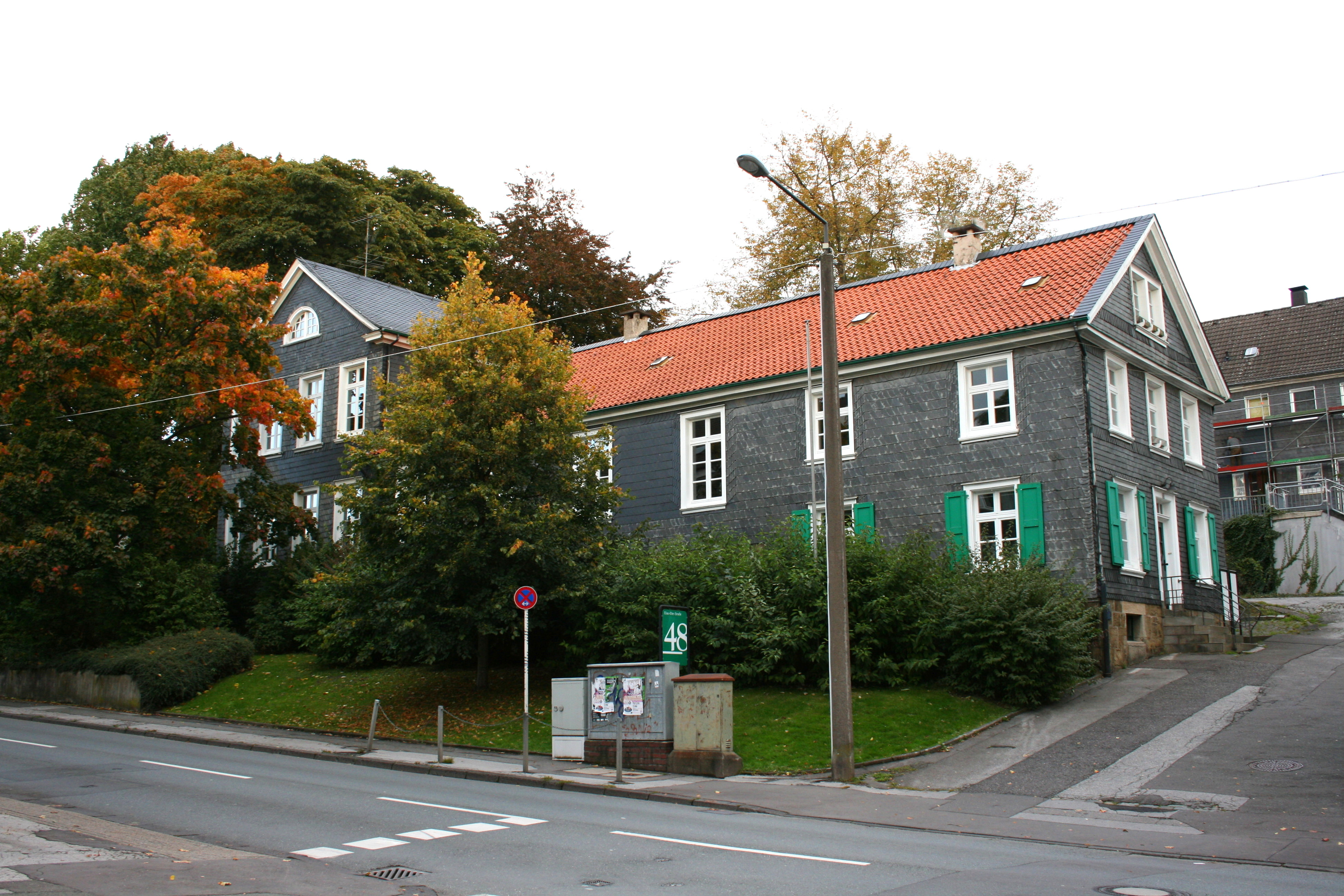
Die Reformierte Schule von der Elias-Eller-Straße aus gesehen

Die ehemalige Reformierte Schule Ronsdorf ist ein historisches Gebäude in Ronsdorf, seit 1929 ein Stadtteil der bergischen Großstadt Wuppertal in Nordrhein-Westfalen.

## Lage

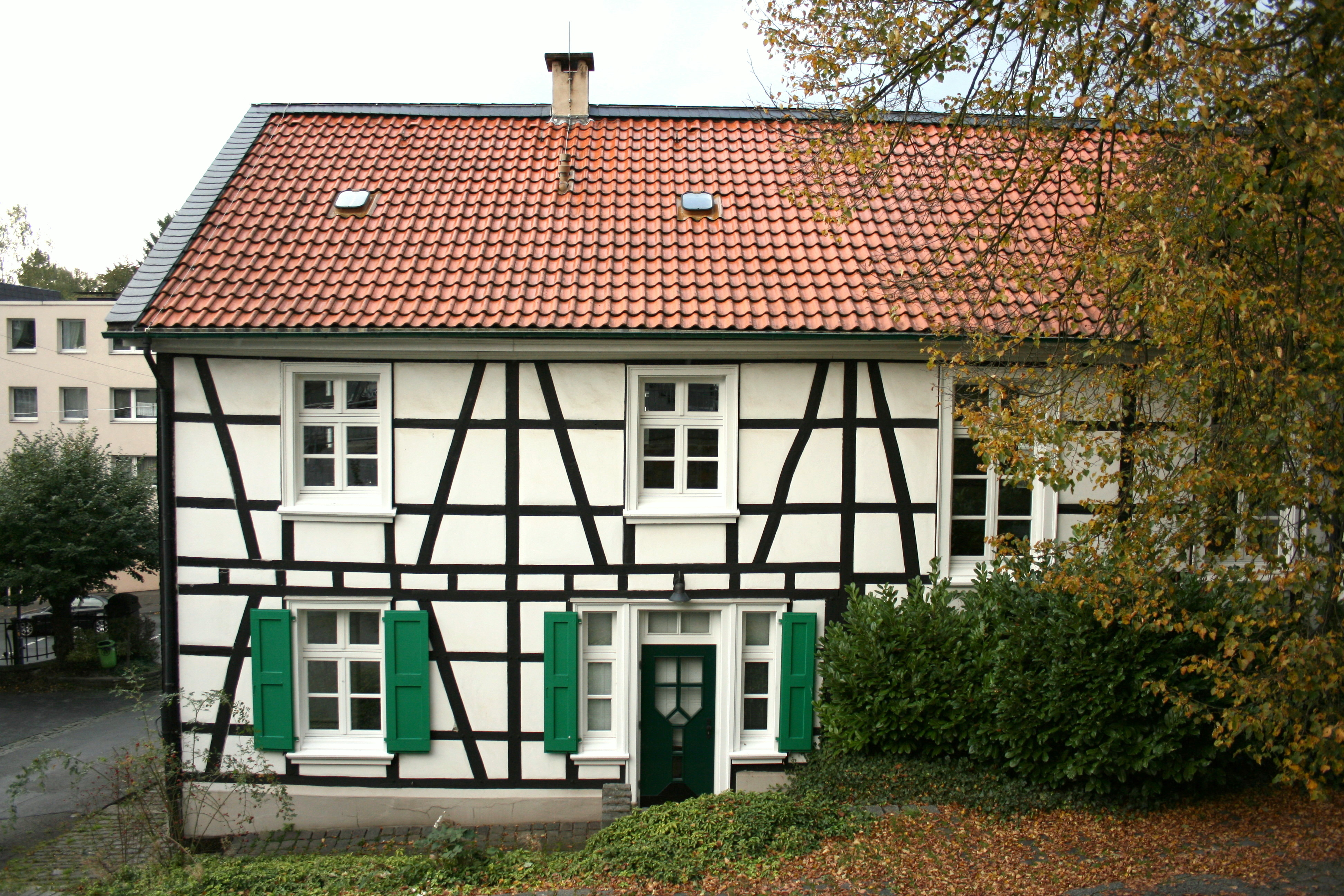
Die Rückseite der Schule zeigt unverschiefertes Fachwerk

Sie befindet sich im Wohnquartier Ronsdorf-Mitte/Nord nördlich des Kirchplatzes der Reformierten Kirche Ronsdorf an der Elias-Eller-Straße (benannt nach Elias Eller, dem Stadtgründer von Ronsdorf). Diese Straße war zeitweise auch in Deutschherrenstraße umbenannt. Im Osten wird das Schulgelände von der Kurfürstenstraße begrenzt. Die heutige Adresse lautet: Elias-Eller-Straße 48.
Die Schule hat den Luftangriff auf Ronsdorf weitestgehend unbeschadet überstanden wie auch einige benachbarte Gebäude, unter anderem das Reformierte Pastorat Ronsdorf, das ehemalige Gemeindehaus, das Waterhüsken oder das Wohnhaus Kniprodestraße 6.

## Geschichte
Die Schule wurde im Jahre 1818 erbaut und zählt somit zu den ältesten Schulgebäuden im heutigen Wuppertal. 1859 erfolgte eine Erweiterung. Der damals errichtete Neubau wurde 1868 nochmals aufgestockt.
Das Schulhaus, von der reformierten Gemeinde in Ronsdorf erbaut, ging 1838 in kommunale Trägerschaft über und wurde als städtische Grundschule bis in die 1980er Jahre genutzt. Heute ist das Haus in privater Hand und unterliegt einer anderweitigen Nutzung.

## Gebäude
Der teilweise verschieferte Fachwerkbau besitzt einen rechteckigen Grundriss. Der Erweiterungsbau wurde 1868 um eine Etage erhöht. Er wurde versetzt angelegt, so dass die Giebelseiten nach Westen zur Elias-Eller-Straße bzw. gen Osten zur Kurfürstenstraße hin ausgerichtet sind. Seit dem 26. September 1985 stehen das Schulhaus sowie der sich nördlich anschließende Schulhof mit der Umfassungsmauer und dem hoch aufragenden Baumbestand unter Denkmalschutz.